# (16131) Kaganovich
(16131) Kaganovich (1999 XV97) – planetoida z pasa głównego asteroid okrążająca Słońce w ciągu 4,89 lat w średniej odległości 2,88 j.a. Odkryta 7 grudnia 1999 roku.